# 人間臨終図巻
『人間臨終図巻』（にんげんりんじゅうずかん）は、山田風太郎の著作。英雄、武将、政治家、作家、芸能人、犯罪者などの著名人の臨終の様をまとめたもので、徳間書店発行の月刊誌『問題小説』の1978年9月号から1987年2月号まで連載された。単行本としては徳間書店より1986年9月に上巻が、1987年3月に下巻が刊行され、死亡した年齢順に923人分収録されている。なお、死亡年齢については統一のため西暦での没年次から西暦での生年次を引いたものとなっており、数え年式より1歳少なく、満年齢式より1歳多くなる場合がある。
死亡した年齢ごとに章に分かれており（ただし十代・二十代・百代についてはまとめられている。山田風太郎は後に「どのように死んだかはわかっている有名人ながら享年不明ゆえに採用出来なかった人」として平将門や小西行長らを挙げている）、各章の冒頭には「生者は死者の為に煩わさるべからず」（九十八歳の章、梅原龍三郎）といった古今の箴言が掲載されている（エピグラフ）。梅原のようにその章に本人が登場する場合もあれば、七十一歳の章の「おいとまをいただきますと戸をしめて出てゆくやうにはゆかぬなり生は」（斎藤史。連載当時健在だった斎藤史本人はもとより近親者も本図巻には登場しない）のように関連のない場合もあり、七十七歳の章の「地上最大の当然事－他人の死。地上最大の意外事－自分の死。」のように山田風太郎本人が書いたものも多数あり、七十三歳の章では「人間は他人の死には不感症だと言いつつなぜ人間臨終図巻を書くのか」と自問して「解剖学者が死体を見るようにさまざまな人間のさまざまな死を見ているだけ」と書いている。
なお、九十三歳の章はとりあげられている人物がなく「欠」とされているが（インターネットがない時代は「93歳で死去した題材になりそうな人物を捜す作業」はかなりの手間を要した）、「老衰といふ死に方や冬の蠅」という富安風生の句が他の章と同様に掲載されている（富安は満93歳で死去しているが、1885年4月生まれで1979年2月死去のため、この図巻の計算法では94歳になる）。

## 収録人名一覧

### 十代で死んだ人々
- 八百屋お七
- 大石主税
- アンネ
- 森蘭丸
- 天草四郎
- 藤村操
- 山口二矢
- ジャンヌ・ダルク
- 中山忠光
- 大山信子[2]
- 愛新覚羅慧生

### 二十代で死んだ人々
- 田中新兵衛
- 楠木正行
- 豊臣秀頼
- 赤木圭一郎
- 藤田小四郎
- 村山槐多
- 姉小路公知
- 沖田総司
- 樋口一葉
- 滝廉太郎
- ジェームズ・ディーン
- 橋本左内
- 難波大助
- 雲井竜雄
- 北村透谷
- 石川啄木
- 山崎晃嗣
- 源実朝
- 大塔宮護良親王
- 豊臣秀次
- 沢村栄治
- 高杉晋作
- 夜嵐お絹
- 伊藤野枝
- 円谷幸吉
- 夏目雅子
- 吉田松陰
- 相楽総三
- 高橋お伝
- 青木繁
- 山中貞雄
- 飯沼正明
- 森恒夫

### 三十歳で死んだ人々
- 木曾義仲
- 源義経
- 北条高時
- 天一坊
- エミリー・ブロンテ
- 管野すが
- 佐伯祐三
- 小林多喜二
- 中原中也

### 三十一歳で死んだ人々
- ネロ
- 源為朝
- シューベルト
- 和の宮
- 高山樗牛
- 佐久間勉
- ヴァレンチノ
- 園井恵子
- 三遊亭歌笑
- 梅川昭美

### 三十二歳で死んだ人々
- キリスト
- 坂本竜馬
- ジプシー・ローズ
- 若松善紀[3]

### 三十三歳で死んだ人々
- アレキサンダー大王
- 北条時宗
- 清河八郎
- 松井須磨子
- 永野一男

### 三十四歳で死んだ人々
- 浅野内匠頭長矩
- 近藤勇
- 土方歳三
- 織田作之助
- 山口良忠
- ガガーリン

### 三十五歳で死んだ人々
- モーツァルト
- ダントン
- 鼠小僧次郎吉
- 孝明天皇
- 佐々木只三郎
- 正岡子規
- 芥川龍之介
- 牧逸馬

### 三十六歳で死んだ人々
- お市の方
- 石川五右衛門
- 細川ガラシヤ
- ロベスピエール
- バイロン
- 尾崎紅葉
- 広瀬武夫
- 長塚節
- モディリアニ
- マリリン・モンロー

### 三十七歳で死んだ人々
- 楊貴妃
- 俊寛
- ラファエロ
- 荒木又右衛門
- 笹川繁蔵
- ビゼー
- ゴッホ
- ロートレック
- 斎藤緑雨
- 国木田独歩
- 菱田春草
- フットレル
- 高見沢遠治
- 沢田正二郎
- 宮沢賢治
- 関屋敏子
- ジェラール・フィリップ

### 三十八歳で死んだ人々
- マリー・アントアネット
- プーシュキン
- メンデルスゾーン
- 島田虎之助
- 大杉栄
- 岸田劉生
- 市川雷蔵
- 小原保
- 児玉隆也

### 三十九歳で死んだ人々
- クレオパトラ
- 蒲生氏郷
- パスカル
- ルイ十六世
- ショパン
- シャーロット・ブロンテ
- 横川省三
- 太宰治
- 力道山

### 四十歳で死んだ人々
- 石田三成
- 中江藤樹
- ウェーバー
- ポー
- 国定忠治
- 江藤新平
- 幸徳秋水
- 山本宣治
- 正田昭
- 高橋和巳
- ジョン・レノン

### 四十一歳で死んだ人々
- マジェラン
- 今川義元
- 小栗上野介
- 河井継之助
- マタ・ハリ
- カフカ
- 尾崎放哉
- 九条武子
- 葛西善蔵
- 速水御舟
- 石田吉蔵
- 川島芳子
- アベベ
- 大久保清

### 四十二歳で死んだ人々
- 楠木正成
- 森有礼
- 上田敏
- プレスリー

### 四十三歳で死んだ人々
- 柳生十兵衛
- ゴーゴリ
- 川路利良
- モーパッサン
- 桃中軒雲右衛門
- 滝田樗陰
- 若山牧水
- 直木三十五
- 塚越賢爾
- 西竹一
- 田宮二郎
- 植村直己

### 四十四歳で死んだ人々
- 大石内蔵助
- 市川団十郎・初代
- 大塩平八郎
- 木戸孝允
- スティヴンソン
- ワイルド
- チエホフ
- 大石誠之助
- スコット
- サン＝テグジュペリ
- 小平義雄
- 坂本九

### 四十五歳で死んだ人々
- ヨハン・シュトラウス・父
- 井伊直弼
- 大村益次郎
- 二葉亭四迷
- ラスプーチン
- 有島武郎
- ローレンス
- 小栗虫太郎
- 梅原北明
- 三島由紀夫
- 梶山季之
- 江利チエミ

### 四十六歳で死んだ人々
- ザヴィエル
- 山田長政
- 由比正雪
- 高山彦九郎
- 高野長英
- シューマン
- ボードレール
- 伊丹万作
- 原民喜
- ケネディ

### 四十七歳で死んだ人々
- ネルソン
- 新島襄
- 川上音二郎
- 大正天皇
- 小山内薫
- アラビアのロレンス
- 夢野久作
- コルベ神父
- カミュ

### 四十八歳で死んだ人々
- 聖徳太子
- 上杉謙信
- 織田信長
- 真田幸村
- 淀君
- 渡辺崋山
- 大久保利通
- 三木清
- カポネ
- 下山定則
- 林芙美子
- 寺山修司

### 四十九歳で死んだ人々
- 秦の始皇帝
- 加藤清正
- 藤田東湖
- 島津斉彬
- 唐人お吉
- 伊藤左千夫
- 夏目漱石
- ゾルゲ
- マーガレット・ミッチェル
- 堀辰雄
- 坂口安吾
- 山下清

### 五十歳で死んだ人々
- 足利義満
- 芭蕉
- マラー
- 西郷隆盛
- ニコライ二世
- 秋山真之
- 島木赤彦
- 竹久夢二
- 岡本かの子
- 梅崎春生

### 五十一歳で死んだ人々
- 後醍醐天皇
- 井原西鶴
- キャプテン・キッド
- 平賀源内
- バルザック
- マネ
- 岩崎弥太郎
- 星亨
- 岡倉天心
- プルースト
- 宮崎滔天
- リルケ
- マキノ省三
- 永田鉄山

### 五十二歳で死んだ人々
- 源頼朝
- 武田信玄
- シェクスピア
- 原田甲斐
- フィヒテ
- ナポレオン
- 頼山陽
- 山岡鉄舟
- ヴェルレーヌ
- フーディニ
- 野口英世
- 蓑田胸喜
- 宮本百合子
- 阪東妻三郎
- 向田邦子

### 五十三歳で死んだ人々
- 諸葛孔明
- 道元
- 足利尊氏
- 池大雅
- 喜多川歌麿
- 為永春水
- 緒方洪庵
- 佐久間象山
- チャイコフスキー
- 陸奥宗光
- 花井お梅
- 河合栄治郎
- ロンメル
- ゲーリング
- ベーブ・ルース
- フェルミ
- 火野葦平
- 巖本真理
- グレース・ケリー
- 有吉佐和子

### 五十四歳で死んだ人々
- 太田道灌
- 足利義政
- デカルト
- 中江兆民
- ラフカディオ・ハーン
- 児玉源太郎
- 吉田東伍
- レーニン
- 鈴木三重吉
- 北一輝
- 栗林忠道
- 大西滝治郎
- 甘粕正彦
- 近衛文麿
- ヴィヴィアン・リー

### 五十五歳で死んだ人々
- 林子平
- 山東京伝
- ゴーギャン
- フェノロサ
- 明石元二郎
- 張作霖
- 魯迅
- 国枝史郎
- 伊藤整一
- 久生十蘭
- 大川橋蔵

### 五十六歳で死んだ人々
- ダンテ
- 明智光秀
- 三浦按針
- 柳沢吉保
- リンカーン
- ニーチェ
- 小村寿太郎
- ドビュッシー
- マックス・ウェーバー
- 萩原朔太郎
- ヒトラー
- アイヒマン
- 市川団十郎・十一世
- 双葉山
- 吉田満
- 越路吹雪

### 五十七歳で死んだ人々
- ベートーヴェン
- 水野忠邦
- パークス
- 寺田寅彦
- 北原白秋
- 中野正剛
- 南雲忠一
- 安達二十三
- 大松博文

### 五十八歳で死んだ人々
- シーザー
- 杜甫
- 菅原道真
- マキャヴェリ
- 黒田如水
- 尾形光琳
- 岩倉具視
- 黒岩涙香
- 種田山頭火
- 阿南惟幾
- 溝口健二
- 高見順
- 中川一郎

### 五十九歳で死んだ人々
- 司馬遷
- モンテーニュ
- クロムウエル
- スタンダール
- 柳亭種彦
- ハイネ
- コント
- フローベール
- マゾッホ
- 孫文
- 徳冨蘆花
- 田山花袋
- ジョイス
- 山本五十六
- 中里介山
- 本間雅晴
- 徳田球一
- 辻政信
- 五味康祐

### 六十歳で死んだ人々
- ジンギスカン
- 日蓮
- コロンブス
- 水戸斉昭
- 横井小楠
- リヴィングストン
- ドストエフスキー
- スメタナ
- クラーク博士
- 狩野芳崖
- 黒田清隆
- 明治天皇
- 森鷗外
- 辻潤
- 木下杢太郎
- 菊池寛
- 石原莞爾
- ゲーリー・クーパー
- 小津安二郎
- 谷内六郎
- 戸川猪佐武

### 六十一歳で死んだ人々
- マホメット
- 李白
- 空海
- 藤原道長
- 鴨長明
- 柴田勝家
- 宮本武蔵
- 吉良義央
- ヘーゲル
- 千葉周作
- 安藤広重
- ミレー
- 三遊亭円朝
- 内田魯庵
- 浜口雄幸
- トロツキー
- ツヴァイク
- 山下奉文
- 木村艸太
- 溥儀
- 柴田錬三郎
- 福永武彦
- 川上宗薫

### 六十二歳で死んだ人々
- アリストテレス
- 玄奘三蔵
- 斎藤道三
- 豊臣秀吉
- 荻生徂徠
- メンデル
- ゾラ
- ラヴェル
- ムソリーニ
- 三浦環
- 宮城道雄
- 浅沼稲次郎
- ヘミングウェイ
- 西東三鬼
- 中谷宇吉郎
- 椎名麟三
- 森雅之
- 朴正煕
- 有馬頼義

### 六十三歳で死んだ人々
- 平清盛
- 高山右近
- ルーベンス
- レンブラント
- 徳川綱吉
- ノーベル
- ドヴォルザーク
- ストリンドベリ
- 乃木希典
- 豊田佐吉
- 巖谷小波
- 野口雨情
- ルーズヴェルト
- 藤原審爾

### 六十四歳で死んだ人々
- 小林一茶
- ペルリ
- ブラームス
- ベルツ
- 与謝野晶子
- 東条英機
- 尾上菊五郎・六代目
- 岸田国士
- 大河内伝次郎
- 三好達治
- 山本周五郎
- 伊藤整
- 高橋鉄
- 檀一雄
- 武田泰淳

### 六十五歳で死んだ人々
- ルイス・フロイス
- バッハ
- ドラクロワ
- マルクス
- ツルゲーネフ
- 市川団十郎・九代目
- 原敬
- 津田梅子
- 田中義一
- 杉山元
- 岩波茂雄
- 木村荘八
- 広沢虎造
- ディズニー
- ウールリッチ
- 菊田一夫
- 花田清輝
- 吉田健一
- フォン・ブラウン

### 六十六歳で死んだ人々
- 和気清麻呂
- 松平信綱
- ルソー
- 十返舎一九
- ベルリオーズ
- 木村荘平
- 桂太郎
- プッチーニ
- 泉鏡花
- 松岡洋右
- 折口信夫
- 尾崎士郎
- 池田勇人
- エノケン
- エラリー・クイーン　その１[4]

### 六十七歳で死んだ人々
- レオナルド・ダ・ヴィンチ
- 松永弾正
- 徳川吉宗
- 蕪村
- アダム・スミス
- ワシントン
- 川路聖謨
- デュマ
- 福沢諭吉
- セザンヌ
- キュリー夫人
- 岡本綺堂
- 河上肇
- 寺内寿一
- 永野修身
- 安井曾太郎
- 橋本欣五郎
- 河野一郎
- 壺井栄
- 平林たい子
- 花森安治
- イングリッド・バーグマン
- インディラ・ガンジー

### 六十八歳で死んだ人々
- 大伴家持
- 北条政子
- 新井白石
- シュリーマン
- 伊藤博文
- ゴーリキー
- 山室軍平
- 桐生悠々
- 米内光政
- 東郷茂徳
- 中村吉右衛門・初代
- 田中絹代
- 新田次郎
- 田岡一雄
- 池田弥三郎

### 六十九歳で死んだ人々
- 千利休
- セルヴァンテス
- 伊達政宗
- 千姫
- 田沼意次
- 平山行蔵
- 間宮林蔵
- 二宮尊徳
- 梁川星巌
- 内村鑑三
- 小山勝清
- 中山義秀
- 円谷英二
- スカルノ
- オナシス

### 七十歳で死んだ人々
- ピタゴラス
- ソクラテス
- マルコ・ポーロ
- 兼好法師
- コペルニクス
- ライプニッツ
- シーボルト
- アンデルセン
- ワーグナー
- 水野広徳
- 真山青果
- 広田弘毅
- 宇野浩二
- 吉川英治
- 高群逸枝
- 大宅壮一
- サトウハチロー
- 戸村一作
- 大平正芳
- オーソン・ウエルズ

### 七十一歳で死んだ人々
- 近松門左衛門
- デフォー
- 本居宣長
- 司馬江漢
- 松平定信
- ドーミエ
- 古河市兵衛
- 児島惟謙
- コナン・ドイル
- 新渡戸稲造
- 島崎藤村
- 野口遵
- 市村羽左衛門・十五世
- 斎藤茂吉
- 大川周明
- チャンドラー
- 花柳章太郎
- 江戸川乱歩
- 佐藤千夜子
- 劉少奇
- 柳家金語楼
- ハワード・ヒューズ
- 平野謙
- 山岡荘八
- 近藤日出造
- 笠置シヅ子

### 七十二歳で死んだ人々
- 孔子
- 阿倍仲麻呂
- 西行
- 沢庵
- 三井高利
- 水戸光圀
- ショーペンハウエル
- 榎本武揚
- 田中正造
- 後藤新平
- 徳田秋声
- 添田唖蝉坊
- ユトリロ
- 柳宗悦
- 佐藤春夫
- 佐佐木茂索
- 内田吐夢
- リンドバーグ
- 山本嘉次郎
- 棟方志功
- 舟橋聖一
- ジャン・ギャバン
- ジョン・ウエイン
- 松本幸四郎・八世
- 田村泰次郎

### 七十三歳で死んだ人々
- 山上憶良
- カザノヴァ
- 伊能忠敬
- 良寛
- グリム・弟
- 斎藤弥九郎
- ダーウィン
- 清水次郎長
- パストゥール
- 橋本雅邦
- 河本大作
- 高村光太郎
- 室生犀星
- 川端康成
- 岩田専太郎
- 朝永振一郎
- 水原茂
- 佐分利信
- 児玉誉士夫
- 三原脩

### 七十四歳で死んだ人々
- 白楽天
- 毛利元就
- 徳川家康
- 大岡越前守
- ヘンデル
- サド侯爵
- 蜀山人
- 鶴屋南北
- ハリス
- ヨハン・シュトラウス・子
- 谷干城
- 大山巌
- ガウディ
- 南方熊楠
- 川上貞奴
- スターリン
- 小林古径
- 久保田万太郎
- 東海林太郎
- 佐藤栄作
- 古賀政男
- 水谷八重子
- 湯川秀樹

### 七十五歳で死んだ人々
- アルキメデス
- 鑑真
- 柳生宗矩
- 護持院隆光
- 上田秋成
- 塙保己一
- 新門辰五郎
- リスト
- エンゲルス
- マーク・トウェイン
- ベル
- モラエス
- 西田幾多郎
- 佐藤紅緑
- 会津八一
- 堤康次郎
- 三木露風
- 薩摩次郎八
- サルトル

### 七十六歳で死んだ人々
- 豊太閤夫人
- 勝海舟
- 徳川慶喜
- 坪内逍遙
- 坂田三吉
- アインシュタイン
- 北大路魯山人
- 子母沢寛
- 獅子文六
- 大仏次郎
- 上原専禄
- ブレジネフ
- 長谷川一夫

### 七十七歳で死んだ人々
- ハイドン
- 鳥居耀蔵
- 河竹黙阿弥
- ロダン
- 犬養毅
- 出口王仁三郎
- シェーンベルク
- 五島慶太
- 広津和郎
- 徳川夢声
- フルシチョフ
- 吉屋信子
- 稲垣足穂
- 中野重治
- 嵐寛寿郎
- 志村喬
- エラリークイーン　その２[5]

### 七十八歳で死んだ人々
- ガリレオ
- スウィフト
- グリム・兄
- イプセン
- ルノワール
- イーストマン
- 嘉納治五郎
- ロマン・ロラン
- 村岡伊平次
- 小泉信三
- 熊沢天皇
- 西条八十
- ジョン・フォード
- 周恩来
- 藤原義江
- 田村秋子

### 七十九歳で死んだ人々
- 法然
- 藤原定家
- 本阿弥光悦
- 大久保彦左衛門
- 銭屋五兵衛
- 北里柴三郎
- 河口慧海
- ガンジー
- 幣原喜重郎
- 長谷川伸
- 谷崎潤一郎
- 山田耕筰
- 桂文楽・八代目
- 林武
- 今東光
- 山手樹一郎
- マウントバッテン
- 沢田美喜
- 横溝正史
- 武見太郎

### 八十歳で死んだ人々
- 釈迦
- プラトン
- 世阿弥
- 尾形乾山
- カント
- 井上馨
- アナトール・フランス
- Ｈ・Ｇ・ウエルズ
- 幸田露伴
- トーマス・マン
- 真崎甚三郎
- 永井荷風
- 小沢治三郎
- ド・ゴール
- 浜田広介
- 片岡千恵蔵
- ワイズミュラー
- 美濃部亮吉
- 石川達三
- 入江相政

### 八十一歳で死んだ人々
- 則天武后
- ペスタロッチ
- 滝沢馬琴
- 大前田の栄五郎
- 大槻文彦
- 山本権兵衛
- ムンク
- 鈴木貫太郎
- 土井晩翠
- 野村胡堂
- ニミッツ
- 東郷青児
- ヒッチコック
- 中村翫右衛門
- 小林秀雄
- 璽光尊
- 円地文子
- 木村義雄

### 八十二歳で死んだ人々
- ゴヤ
- トルストイ
- 板垣退助
- 高橋是清
- ベルクソン
- ジイド
- 三田村鳶魚
- 武林無想庵
- 藤田嗣治
- 今村均
- 内田百閒
- 羽仁五郎
- 中村草田男
- 中野好夫

### 八十三歳で死んだ人々
- 孟子
- ゲーテ
- ユゴー
- ビスマルク
- ドガ
- 安田善次郎
- フロイト
- 正宗白鳥
- スプルーアンス
- 古今亭志ん生・五代目
- 毛沢東
- 伊藤大輔

### 八十四歳で死んだ人々
- 貝原益軒
- ヴォルテール
- フランクリン
- 杉田玄白
- カーネギー
- 大隈重信
- 山縣有朋
- エジソン
- ハウプトマン
- フォード・一世
- 本多光太郎
- 小林一三
- 石原忍
- マッカーサー
- 正力松太郎
- 尾崎一雄

### 八十五歳で死んだ人々
- ニュートン
- 三宅雪嶺
- 白瀬矗
- 長岡半太郎
- マチス
- 高浜虚子
- ヘルマン・ヘッセ
- 平塚らいてう
- 安岡正篤

### 八十六歳で死んだ人々
- 桜井忠温
- 井上成美
- アガサ・クリスティ
- 衣笠貞之助
- 川口松太郎
- 石坂洋次郎

### 八十七歳で死んだ人々
- 鳥羽僧正
- 一休
- 北条早雲[6]
- モース
- 東郷平八郎
- 葦原将軍
- ヘディン
- 柳田国男
- 坂本繁二郎
- 山本有三
- 石橋正二郎
- 加藤唐九郎

### 八十八歳で死んだ人々
- ヴェルディ
- 富岡鉄斎
- 宮武外骨
- 宇垣一成
- 志賀直哉
- 蔣介石
- チャプリン
- 市川房枝

### 八十九歳で死んだ人々
- 親鸞
- ミケランジェロ
- 葛飾北斎
- レセップス
- 頭山満
- 吉田茂
- 金田一京助
- 石橋湛山
- 堀口大学

### 九十歳で死んだ人々
- ナイチンゲール
- 横山大観
- シュヴァイツァー
- 山川菊栄
- 滝井孝作

### 九十一歳で死んだ人々
- 渋沢栄一
- 西園寺公望
- チャーチル
- サマセット・モーム
- 武者小路実篤
- 白井喬二

### 九十二歳で死んだ人々
- ファーブル
- シベリウス
- ライト
- 大谷竹次郎
- ピカソ
- リーチ
- 大内兵衛

### 九十四歳で死んだ人々
- バーナード・ショウ
- 徳富蘇峰
- 長谷川如是閑
- 荒畑寒村

### 九十五歳で死んだ人々
- 尾崎咢堂
- 牧野富太郎
- アギナルド
- ルビンシュタイン
- 里見弴

### 九十六歳で死んだ人々
- ヘボン
- 御木本幸吉
- 鈴木大拙
- 松永安左衛門

### 九十七歳で死んだ人々
- 熊谷守一

### 九十八歳で死んだ人々
- 梅原竜三郎

### 九十九歳で死んだ人々
- 諸橋轍次

### 百代で死んだ人々
- 野上弥生子
- 物集高量
- 天海僧正
- 平櫛田中
- 大西良慶
- 泉重千代[7]

## 関連書籍
- サメマチオ『追読 人間臨終図巻』徳間書店。I・2019[8]、Ⅱ・2021、Ⅲ・2023
「読楽」2016年11月号から連載されている漫画版。2巻は近代以降の日本の文豪編、3巻は芸術家
- 関川夏央『人間晩年図巻』岩波書店、2016-2021
「1990-94年」と「1995-99年」の2冊が、2016年に刊行。2000年代編はWebで連載[9]され、2021年後半に全3冊刊行。

## 刊行書誌
- 『人間臨終図巻』 徳間書店（上下）、1986-87
  - 『人間臨終図巻』 新装版・徳間書店（全3巻）、1996
- 『人間臨終図巻』 徳間文庫（全3巻）、2001
  - 『人間臨終図巻』 新装版・徳間文庫（全4巻）、2011
- 『人間臨終図巻 山田風太郎ベストコレクション』 角川文庫（上中下）、2014